# Henry Stuart Jones
Sir Henry Stuart Jones (* 15. Mai 1867 in Hunslet bei Leeds; † 29. Juni 1939 in Tenby) war ein britischer Klassischer Philologe und Althistoriker.

## Leben und Wirken
Jones studierte am Balliol College der Universität Oxford. 1890 war er Stipendiat an der British School at Athens, anschließend begann er am, als Tutor am Trinity College der Universität Oxford zu lehren. Nach einem Zusammenbruch war er von 1903 bis 1905 kurzzeitig Direktor der British School at Rome. Danach lebte er in dauerhaft in seinem Landhaus in Tenby in Wales, blieb jedoch mit dem Trinity College verbunden. Von 1920 bis 1927 war er Camden Professor of Ancient History am Brasenose College der Universität Oxford. 1927 wurde er zum Principal des University College of Wales, Aberystwyth ernannt, 1929 zum Vizekanzler der University of Wales. 1934 trat er aus gesundheitlichen Gründen in den Ruhestand.
1911 übernahm er gemeinsam mit Roderick McKenzie die Revision des Greek-English Lexicon von Henry George Liddell und Robert Scott. Sie gaben 1925 eine vorläufige 9. Auflage heraus; die vollständig neubearbeitete Fassung erschien erst nach Jones’ Tod (1940).
Er war Life Member der Society for the Promotion of Hellenic Studies. 1915 wurde er zum Mitglied (Fellow) der British Academy gewählt. 1933 wurde er unter dem Namen Stuart Jones geadelt (Knight Bachelor).

## Veröffentlichungen (Auswahl)
- (Hrsg.): A catalogue of the ancient sculptures preserved in the municipal collections of Rome. The sculptures of the Museo Capitolino. Oxford University Press, Oxford 1913 (Digitalisat).
- (Hrsg.): A catalogue of the ancient sculptures preserved in the municipal collections of Rome. The sculptures of the Palazzo dei Conservatori.  Oxford University Press, Oxford 1926 (Digitalisat Text; Tafeln).